# Franz Cahannes

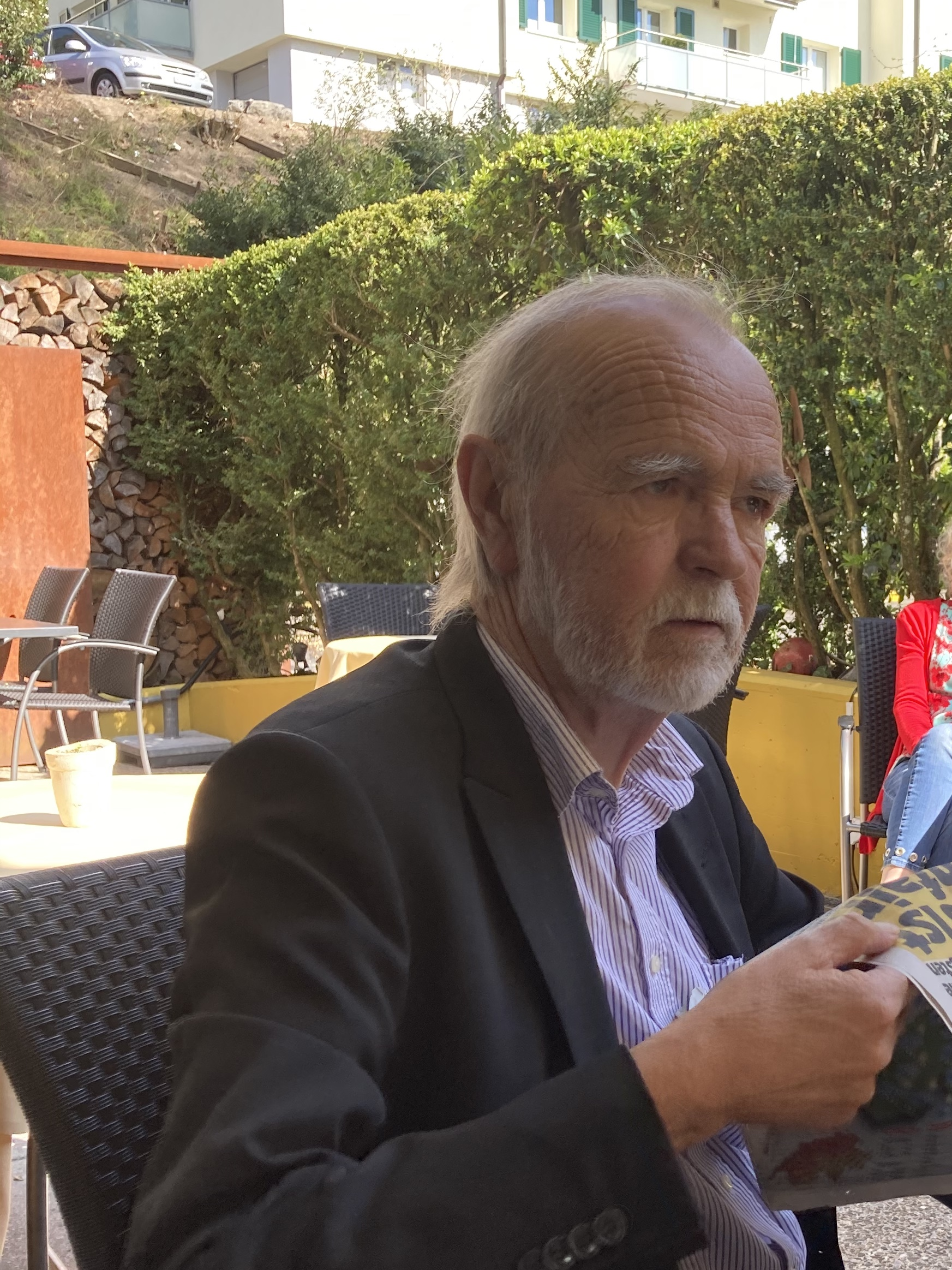
Franz Cahannes (2021)

Franz Cahannes (* 26. Mai 1951 in Breil/Brigels; † 31. Dezember 2021 in Zürich; heimatberechtigt in Breil/Brigels) war ein Schweizer Politiker und Gewerkschafter.

## Leben
Cahannes absolvierte ein Studium der Geschichte an der Universität Zürich mit Schwerpunkt Sozial- und Wirtschaftsgeschichte, das er 1983 mit dem Lizenziat (Magister artium) abschloss. Während seiner Studienzeit war er im Verband der Schweizer Studierendenschaften VSS aktiv. Außerdem gehörte er 1981 zu den Gründern der Theoriezeitschrift Widerspruch.

## Gewerkschaft
Er begann 1985 als Sekretär bei der Gewerkschaft Bau und Industrie (GBI) in Zürich zu arbeiten. 1992 erfolgte die Wahl in die Geschäftsleitung der GBI. Von 2000 bis 2004 war er Vizepräsident der GBI, von 2008 bis 2013 Sektorleiter des Sektors Baunebengewerbe der Gewerkschaft Unia.

## Sonstiges
Von 1991 bis 2001 nahm er die Funktion eines Mitglieds des Kantonsrates des Kantons Zürich für die SP wahr. Von 1996 bis 2021 war er Präsident der Stiftung des Volkshaus (Zürich). Sein Nachfolger wurde der langjährige (per Ende August 2021
zurückgetretene) Alternative Liste-Kantonsrat Kaspar Bütikofer. Ab 2000 war Cahannes im Vorstand der Wohnbaugenossenschaft Bahoge, von 2003 bis September 2021 deren Präsident. Cahannes übte zudem ein Amt im SUVA-Verwaltungsrat aus; er wirkte als Präsident der Immobilienaufsichtskommission.